# ソングウェ州
ソングウェ州（ソングウェしゅう、スワヒリ語: Mkoa wa Songwe、英語: Songwe Region）は、タンザニアの州（ミコア）のひとつ。ルクワ湖東部に位置し、2016年2月3日にジョージ・シンバチャウェネ大臣がムベヤ州より新設を発表された。州都はヴワワ。州知事は同年3月に就任したチク・ガラワ（Chiku Galawa）。
範囲はムベヤ州のイレジェ県、ンボジ県、モンバ県の3県とトゥンドゥマ町、そしてチューニャ県内の14の区（Galula、Gua、Ifwenkenya、Kanga、Kapalala、Magamba、Mbuyuni、Mkwajuni、Mwambani、Namkukwe、Ngwala、Saza、Totowe）である。その総面積は26,595km2（陸地のみ）で、人口は2012年国勢調査で約100万人、2016年の投影データでは約114万人である。
ソングウェ州は2016年6月にカシム・マジャリワ首相が述べた特別経済特区（SEZ）の開発候補地のうちの1つに入っている。

## 隣接州
- ルクワ州
- カタヴィ州
- タボーラ州
- ムベヤ州

## 下位行政区画
ソングウェ州は4つの県（スワヒリ語: Wilaya ウィラーヤ、英語: District）と1つの町（Town）に区分されている。新たに設置されたソングウェ県以外はムベヤ州時代のを踏襲しており、ソングウェ県はチューニャ県に属していた14の区で構成されている。
| 県             | 現地名  | 面積 （km2） | 人口 （2016年） |
| -------------- | ------- | ------------ | --------------- |
| イレジェ県     | Ileje   | 1,880.35     | 141,589         |
| ンボジ県       | Mbozi   | 3,857.66     | 507,804         |
| モンバ県       | Momba   | 4,817.60     | 191,976         |
| ソングウェ県   | Songwe  | 11,163.84    | 152,103         |
| トゥンドゥマ町 | Tunduma | 87.47        | 142,943         |

- 県の下位区分数（行政系統別）
  - 国家行政：（ソングウェ州） - 4県 - 12郡
  - 州行政：4県 - 94区（Ward） - 307村

また、ソングウェ州には1,489のハムレットがある。